# Peter Kemper

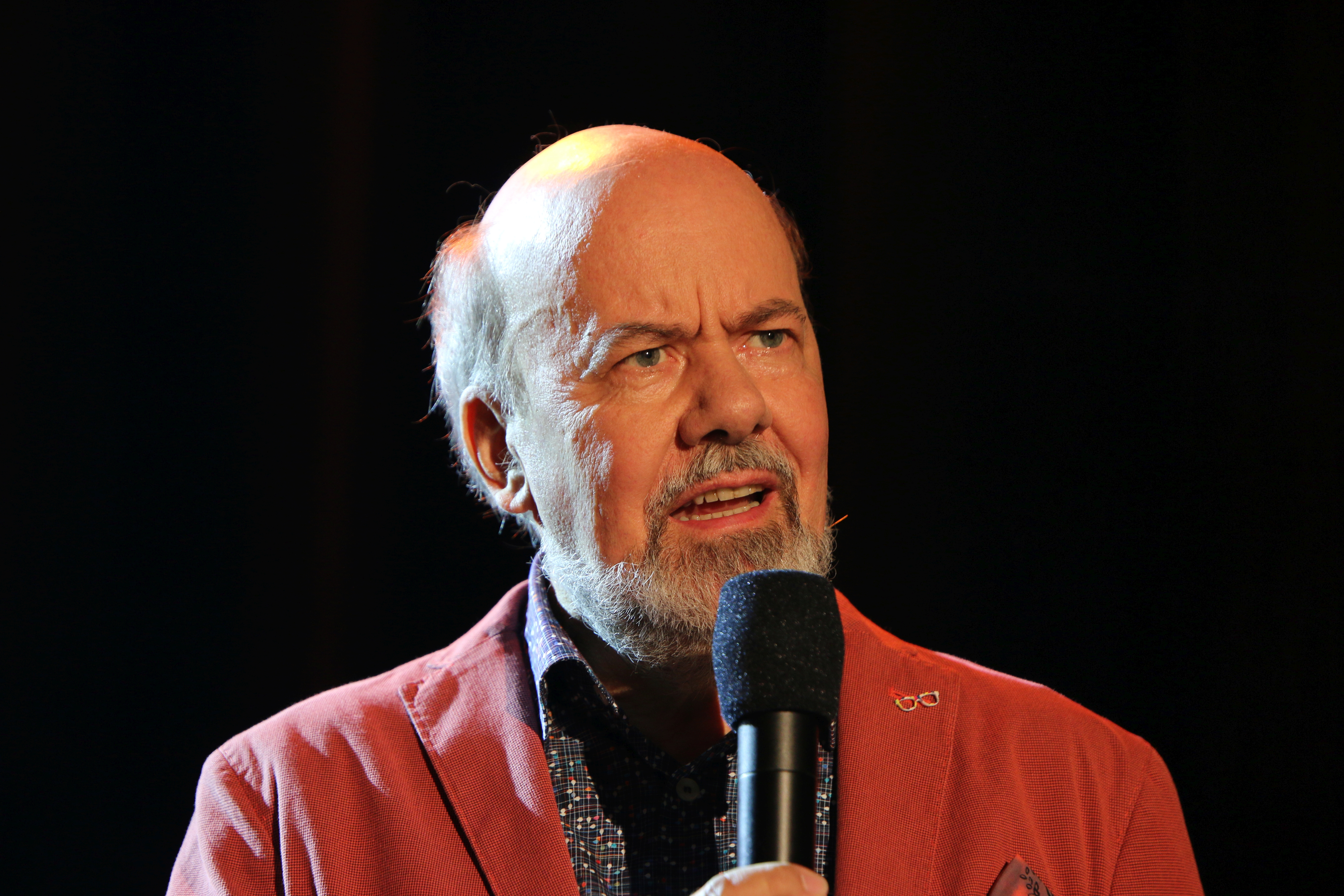
Peter Kemper (Deutsches Jazzfestival 2013)

Peter Kemper (* 28. Juni 1950 in Ramsbeck) ist ein deutscher Publizist. Er war Hörfunkredakteur im Hessischen Rundfunk (hr).

## Leben
Peter Kemper studierte Philosophie, Germanistik und Sozialwissenschaft in Marburg. Von 1986 bis 2003 war er Leiter des Abendstudios beim hr, danach übernahm er die Redaktion der knapp einstündigen Gesprächssendung hr2-Doppelkopf. Von 1998 bis 2013 war er im Wechsel mit Kollegen auch verantwortlicher Redakteur für das Funkkolleg.
Neben seinen Aufgaben als Wortredakteur für hr2 war Kemper bis Oktober 2015 auch an den Vorbereitungen für das Deutsche Jazzfestival beteiligt und schreibt Rezensionen für die Frankfurter Allgemeine Zeitung. Beim Preis der deutschen Schallplattenkritik gehört er zu den Juroren der Jazzsparte zeitgenössischer und Modern Jazz.
Peter Kemper ist verheiratet, hat zwei erwachsene Kinder und lebt im Taunus.

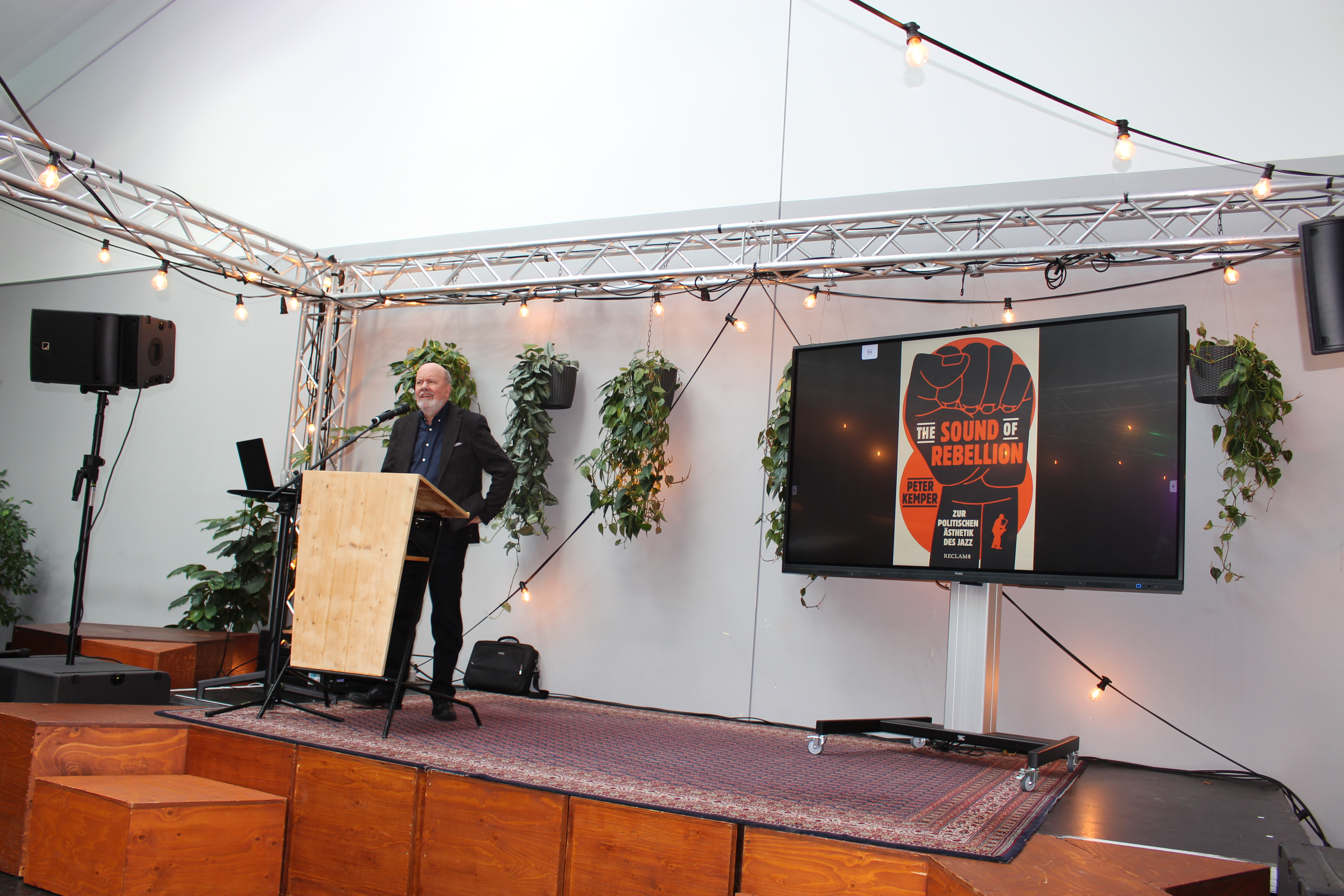
Publizist Peter Kemper während einer Lesung in Heidelberg (2023)

## Werke  (Auswahl)
- The Sound of Rebellion: Zur politischen Ästhetik des Jazz. Philipp Reclam jun., Ditzingen 2023, ISBN 978-3-15-011324-0.[2][3][4][5]
- Eric Clapton. Ein Leben für den Blues. Reclam, Stuttgart 2020, ISBN 978-3-15-011214-4.
- Helge Schneider. 100 Seiten Reclam, Stuttgart, 2018, ISBN 978-3-15-020455-9.
- John Coltrane. Biographie. Reclam, Stuttgart 2017, ISBN 978-3-15-9612-00-3.
- Als Hrsg. mit Alf Mentzer, Julika Tillmanns: Wirklichkeit 2.0. Medienkultur im digitalen Zeitalter. Reclam-Verlag, Stuttgart 2012.
- Muhammad Ali. Leben, Werk, Wirkung. Suhrkamp Verlag, Berlin 2010.
- Jimi Hendrix: Leben, Werk, Wirkung (BasisBiographie) Suhrkamp, Frankfurt/Main 2009, ISBN 978-3-518-18240-6.
- The Beatles. Reclam-Verlag, Ditzingen 2007.
- John Lennon – Leben, Werk, Wirkung. Suhrkamp 2007.
- Als Hrsg.: Rock-Klassiker. (3 Bände) Reclam-Verlag, Ditzingen 2003.
- Als Hrsg. mit Ulrich Sonnenschein: Alles so schön bunt hier. Die Geschichte der Popkultur von den Fünfzigern bis heute. Reclam-Verlag, Ditzingen 2003.